# 山下達郎のサンデー・ソングブック
『山下達郎のサンデー・ソングブック』（やましたたつろうのサンデー・ソングブック）は、TOKYO FMの制作により、JFN系列38局フルネットで放送されているミュージシャン・山下達郎における唯一のレギュラー出演によるラジオ番組である。略称は「サンソン」。

## 概要
「山下達郎の個人コレクションを使って発信される日本最高のオールディーズプログラム」。「"エバーグリーンなオールディーズソングから、超カルトなレア音源まで、"
最高の選曲と、最高の音質でお届けする」ことをモットーに放送されている55分番組。
自身がミュージシャンである関係で自身や竹内まりや、あるいはミュージシャン仲間の曲がオンエアされることもあるが、基本的には山下の音楽ルーツである1950・1960年代のオールディーズを中心に、リスナーからのリクエストとお便りで構成されている。放送時の音質にこだわり、自宅で所有のレコードをオンエアに適した音質に調整し直したものを放送している。

## 番組名の遍歴
- 1992年10月3日 - 1994年3月26日:『山下達郎の（JACCSカード）サタデー・ソングブック』[注 6]
- 1994年4月3日 - 2011年12月25日:『山下達郎のJACCSカードサンデー・ソングブック』
- 2012年1月1日 - 同年6月24日:『山下達郎のTSUTAYAサンデー・ソングブック』
- 2012年7月1日 - 2014年3月30日:『山下達郎のサンデー・ソングブック』（冠協賛スポンサーなし・第1期）
- 2014年4月6日 - 2016年3月27日:『山下達郎のJXグループサンデー・ソングブック』
- 2016年4月3日 - 2020年3月15日:『山下達郎のサンデー・ソングブック』（冠協賛スポンサーなし・第2期）
- 2020年3月22日 - 現在:『山下達郎の楽天カードサンデー・ソングブック』

## 沿革
1992年
- 10月3日、『山下達郎のサタデー・ソングブック』（土曜 15:00 - 15:55）としてスタート。

1993年
- 1月2日、大瀧詠一、萩原健太をゲストに迎え対談。以後「新春放談」として毎年1月の第1・2週の恒例企画となる（1996年からは大瀧と山下による対談）[注 7]。

1994年
- 4月3日、カウントダウンステーション枠の確立によりラヴ・ステーションゾーンの日曜 14:00 - 14:55 に放送枠が移動。番組名が『山下達郎のJACCSカード サンデー・ソングブック』[注 6]に変更された[注 8][注 9]。

2011年
- 1月2・9日、年始恒例となっている「新春放談」を放送。翌年以降は諸事情により一旦終了したことや、2013年12月に大瀧が急逝したことからこの年の放送が実質的に大瀧との最後の「新春放談」となった。
- 3月13日、2日前の11日に発生した東日本大震災による特別編成から放送開始以来初めての休止となった。
- 3月20日、2週間ぶりの放送となり、東日本大震災を受け「鎮魂プログラム」として、JACCSの厚意によりCMを一切カット、冒頭と終盤のコメント、仙台からのリスナーのハガキ紹介以外は山下の選曲による楽曲10曲のみが時間いっぱい放送された。
- 12月11日、「1000回記念 1000づくしで棚からひとつかみ・後編」で『サタデー・ソングブック』から放送開始1000回を迎えた。
- 12月25日、「年忘れ夫婦放談 後編」（1002回）で番組開始当初からの一社提供だったJACCSの番組提供が終了。この日の最後のCMは、JACCSからリスナーへ向けて、19年3か月間の感謝のコメントで締めくくられた。

2012年
- 1月1日、「2011年のリイシューで棚からひとつかみ前編」（1003回）から代官山蔦屋書店がスポンサーになり、番組名が『山下達郎のTSUTAYAサンデー・ソングブック』に変更された。番組中盤のCMがなくなり、放送中のCMは冒頭とエンディングの2本のみとなる。
- 1月22日、「ジョージフィショフ特集前編」（1006回）からJA共済が共同スポンサーとなる（番組タイトルは変更なし）。
- 3月4日、「ひなまつりガールシンガー・ガールグループ特集」（1012回）からCMジングルと中盤のCMが復活（但し、後述の通り同月11日の放送は除く）。
- 3月11日、東日本大震災から1年にあたり、放送中に当該時刻を迎えることになったため、「東日本大震災一周年 追悼と復興祈念プログラム」として当番組を放送[注 10]。
- 6月24日、「ベタなリクエスト&普通のリクエスト&棚からひとつかみのごった煮プログラム」（1028回）から昭和電工がスポンサーに加わり[注 11]、この回をもって冠スポンサー付きの番組タイトルが終了。
- 7月1日、「レイ・ブラッドベリ追悼特集・その1」（1029回）から番組名が『山下達郎のサンデー・ソングブック』に変更。番組の中で山下は「番組を始めて20年近くで初めて、ただのサンデー・ソングブックになった」と話した。
- 10月7日、「20周年の棚からひとつかみ」（1043回）からJXグループ（現：JXTGグループ→ENEOS）がスポンサーに加わり4社提供となる。また、提供読みのナレーターが交代。
- 12月23日、放送20周年・山下自身の60歳という節目で、翌2013年から番組構成を変更することを山下のオフィシャルサイトで発表。「新春放談」の一旦終了（時代的な役割を全うし得たという理由から）、エンディングの「誕生日・結婚記念日メッセージ代読コーナー」の終了（要望が増えすぎて対応しきれなくなったという理由から）が、改めて発表された。

2013年
- 3月31日、「リクエスト特集」（1069回）をもって代官山蔦屋書店の番組提供が終了、3社提供に戻る。

2014年
- 3月30日、昭和電工がスポンサーを一旦降板。
- 4月6日、「リクエスト特集」（1121回）からJXグループがメインスポンサーとなり、番組名が『山下達郎のJXグループ サンデー・ソングブック』に変更された。また、昭和電工が番組提供を終了し2社提供になったが、ヒッチハイク枠でのCMは提供終了後も継続してOAされている。

2015年
- 3月8日、「ジミー・ウエッブ（Jimmy Webb）特集」（1169回）からSUBARUがスポンサーに加わり、3社提供になる。
- 10月4日、「リクエスト特集」（1199回　この回から番組24周年）から、それまではパーティシペーション扱いで協賛していた三菱電機が正式にスポンサーに昇格し、4社提供となる[注 12]。
- 10月11日、「リクエスト特集」の放送で通算1200回放送達成。それを記念して番組特製「リクエスト専用ハガキ&タツロー君切手」がプレゼントされた[6]。

2016年
- 4月3日、4社提供は変わらないものの、JXグループがメインスポンサーから撤退（提供は継続）。再び番組名が冠スポンサーなしの『山下達郎のサンデー・ソングブック』に変更された。
- 6月26日、「『WARNER POP ROCK NUGGETS』特集その1」（1237回）をもってSUBARUの番組提供が終了、3社提供に戻る。
- 10月2日、「雨傘プログラム・日曜で棚からひとつかみ」（1251回）からUQ mobileがスポンサーに加わり、4社提供になる。この回は山下のスケジュールの都合上、当日の放送回に合わせた収録が出来なかったことから、予め収録された、時期的な話題やリスナーからのお便り紹介が一切含まれていない雨傘プログラム（プロ野球中継の雨傘番組をもじって山下が命名）が放送された。

2017年
- 1月1日、新春特別企画「ニューイヤーで棚からひとつかみ」（1265回）から、ヤナセが新たに協賛に加わり、番組スタート以来最多となる5社協賛体制となった（しかし、ヤナセの提供は同年2月19日の「リクエスト特集」をもって降板。同月26日以降はそれを除く4社提供に戻る）。
- 3月19日、三菱電機とUQ mobileがそれぞれスポンサーを降板。
- 3月26日、「棚からひとつかみ＋リクエスト集前編」より2社提供になる。
- 4月2日、「チャックベリー追悼～NON-STOP Chuck Berry～」から、新たにパーティシペーション扱いで呉工業が協賛し、実質3社提供となった。なおJXグループは東燃ゼネラル石油との経営統合により「JXTGグループ」にクレジット名義を変更。
- 7月2日、この日の放送は放送開始から50周年を迎えた平日深夜の帯番組『JET STREAM』[注 13]に因んで「ジェットストリームで棚からひとつかみ」というテーマで放送された。

2018年
- 4月1日、JXTGグループがスポンサーを降板[注 15]。レオハウスが新たに協賛に加わり従来のJA共済とともに実質3社提供となる。但し、アナウンス上はJA共済1社提供扱いとなる。

2019年
- 3月31日、昭和電工が5年ぶりにスポンサーに復帰。
- 7月7日、山下の体調不良から2016年10月2日の放送に引き続き、「雨傘プログラム日曜で棚からひとつかみ Part2」が放送された（2016年10月のものとは別内容）。
- 7月14日、山下が気管支炎を患い、一定期間の休養が必要となったことから、番組史上初となる、ピンチヒッターによる番組進行となった。冒頭で山下が前回の雨傘プログラムと今回ピンチヒッター起用に至った経緯を説明したコメントが放送され、当日のピンチヒッターとなる宮治淳一が登場した[7]。また、本人の活動史上初めて、病気でライブが開催中止となっている（7月12・13日の中野サンプラザ公演を行う予定であったものの代替公演なしとなったが、11月11・12日にその事実上の振り替えとしてLINE CUBE SHIBUYA（渋谷公会堂）での公演[8]が行われた。）。
- 7月21・28日、山下が休養から復帰したが、宮治がピンチヒッター担当時に放送した「『ワーナー・ポップ・ロック・ナゲッツ』特集」が1回の放送では収まりきらないという理由で、引き続き宮治をゲストに迎えて放送を行った。

2020年
- 1月5・12日、前年7月に山下のピンチヒッターを務めた宮治淳一をゲストに迎え、「新春放談」が9年ぶりに復活。
- 3月15日、2012年からのスポンサーだったJA共済がスポンサーを降板。
- 3月22日、楽天カードがメインスポンサーとなり、番組名が『山下達郎の楽天カード サンデー・ソングブック』に変更され、4年ぶりに冠スポンサー付きの番組タイトルとなる[注 16]。なお、楽天カードは番組中のCMをほかの楽天カード提供番組と同様に「Rakuten Cardman Radio」という、楽天カードマン（川平慈英）が出演するミニ番組仕立てのCMを放送している。
- 4月12日、新型コロナウイルスによる緊急事態宣言を受け、山下が自宅でトークパートを収録するのをはじめ、スタッフそれぞれが自宅のパソコンから番組制作を行う“完全テレワーク収録”を開始[9]。6月14日放送分までこの体制は続けられた。この期間は山下のライブ音源や、山下の楽曲のオリジナルカラオケに山下が自ら自宅で歌を吹き込んだ「おうちカラオケ」がOAされた。
- 6月21日、この日の放送よりTOKYO FMのスタジオでの収録を再開。

2021年
- 4月4日、ホクトがスポンサーに加わり、3社提供になる。
- 7月11日、この日をもって通算放送回数が1500回を達成。
- 9月26日、ホクトがスポンサーを半年で降板。

2022年
- 7月10日、番組自体は通常通りに放送されたが、2日前の8日に発生した銃撃事件による安倍晋三死去の影響を考慮し、協賛スポンサーの楽天カードの出稿を自粛、ACジャパンのCMに差し替えられる（昭和電工のCMは通常通りに放送された）。
- 7月24・31日、この直前の21日に山下が新型コロナウイルスの罹患により休養[10]したが、コロナ罹患前にこの日のテーマ「納涼リクエスト大会・パート2」「納涼リクエスト大会・パート3」を収録済みであったため[注 17]、提供クレジット後に女性ナレーターがその旨を説明し、当初の予定通りに放送した。
- 10月2日、放送開始満30周年。この日のテーマは「1992年10月3日・番組第1回のアーカイブ」と題して、放送された楽曲は（曲順を一部入れ替えるも）、第1回放送で紹介したものでそろえ、その間にリスナーからの30周年を記念する祝辞の投書などが紹介された。
- 12月25日、昭和電工がスポンサーを再度降板。

2023年
- 1月1日、エアウィーヴがメインスポンサーに加わる（番組名は変わらず）。
- 1月22日、文化シヤッター[2][注 1]がスポンサーに加わり、3社提供になる。
- 4月2日、三菱ガス化学[3][注 1]がスポンサーに加わり、4社提供になる。

2024年
- 8月11日・18日、山下が風邪のため欠席し、宮治淳一が2度目の代役を務めた[11]。また8月7日・8日に名古屋国際会議場センチュリーホールにて開催を予定していた公演は、開催見合わせを発表。
- 9月29日、4社提供は変わらないものの、エアウィーヴがメインスポンサーから撤退（提供は継続）。
- 12月1日、山下が風邪により欠席し、このような時のため事前収録していた雨傘プログラムを放送[12]。また11月26、27日の大宮ソニックシティ大ホールでの公演は延期となった。

## タイムテーブル

### スタート
- 14時の時報後、JFN共通ジングルまたはオリジナルジングルが各局ごとに流れた後[注 18]、「アトムの子」のイントロが流れ、シャーリー富岡による「Tatsuro Yamashita Presents [冠スポンサーがある場合その企業名] Sunday SongBook」というタイトルコール。歌が始まる寸前でBGMが消え、TOKYO FMアナウンサーによる提供クレジットの読み上げが入る[注 19]。

### オープニング
- オープニングテーマ「ONLY WITH YOU」のインストが流れ、出だしから8小節終わったところで「皆さんこんにちは、ご機嫌いかがでしょうか。山下達郎です。毎週日曜午後2時からの55分間[注 20]は私、山下達郎がお送りいたします、『[冠スポンサーがある場合その企業名] サンデー・ソングブック』の時間であります[注 19]。TOKYO FMをキーステーションと致しまして、JFN全国38局ネット[注 21]でお届けしております」と山下による挨拶が入る[注 22]。
- 放送日までに災害や社会情勢が悪い状況になった際には提供クレジットの後にBGM無しで山下から収録である旨のアナウンスがあってから改めて「ONLY WITH YOU」のインストが流れ、上記の件に入る。
- 時節の話題や自身の近況（番組スポンサーの入れ替えがあった際にはその事にも触れる）、その日の番組内容を簡単に話しながら、「日曜午後のひと時を素敵なオールディーズソングでお楽しみいただきます『山下達郎サンデー・ソングブック』。きょうも最高の選曲と最高の音質でお送りいたします」[注 23]とコメントが入る。リクエストに応える形で自身または竹内まりやの曲（東日本大震災の発生日にあたる週は「希望という名の光」、9月第1週は「SEPTEMBER」が定番）。あるいは、直近でリリースされた、二人の楽曲のカバー作品を流す。ただし、本編の中身が詰まっている場合には曲をかけずにCMに入ることもある。
- スポンサーの60秒CM(1)[注 12]

### 前半
- CM明け、楽曲からスタート。曲紹介の後、リスナーからのはがきを紹介。再び楽曲の後、トークの間にハガキの紹介を挟みながら、2・3曲程度オンエア。
- CMに入る前に『お知らせの前に、もう1曲』と、リクエストのハガキを読んで1曲オンエア。その後に山下が今日のテーマを改めて紹介して「お知らせです」と告げると、本人の一人アカペラとシャーリーによる「[冠スポンサーがある場合その企業名]  Sunday SongBook[注 19]」というコールのジングルが流れてCMに入る。
- スポンサーの60秒CM(2)[注 24]

### 後半
- 14:28頃、CM明けの「山下達郎がお送りいたしております、『サンデー・ソングブック』[注 25]」とのコメントの後、山下・竹内をはじめ関係者の最新のCDなどの新譜情報はじめとする最新情報を「業務連絡」としてまとめて紹介。
- この「業務連絡」では、来週以降の放送予定や番組プレゼントの告知および当選者発表とおたより募集の告知を行うが、各ネット局の編成の都合上、当番組の本来の時間帯に放送出来ない地域がある場合、山下が「（当該局）でお聞きの皆さんにお知らせです。来週○日のサンデー・ソングブックは（当該イベント名）の中継のため、午後（午前）△時からの放送となります。いつものセイムタイムでの放送ではありませんのでご注意ください」と、ネット局の編成による臨時枠移動の告知が入る。
- 前述の臨時枠移動に該当する局は現在ではエフエム群馬が唯一で、『全国高等学校野球選手権群馬大会』開催時、あるいは日曜の日中にザスパクサツ群馬主管のJリーグ試合中継が放送される場合（2012年などが該当）は、放送時間を19:00 - 19:55（2021年7月25日の『全国高等学校野球選手権群馬大会』開催時は、20:00 - 20:55に臨時枠移動[13]。）に臨時枠移動する。
- かつては2009年までのエフエム北海道でも8月最終日曜に開催の北海道マラソンのローカル中継を行っていたため、上述と同様に配慮されていた。
- 業務連絡が終わるとその後再びリスナーからのはがき紹介と曲のオンエアに続く。
- 14:40頃、「といったところで、今日はこの辺で」という言葉でその日の特集を一旦締める。それから2枚程度ハガキを読むこともある。時々、『今日一番ウケたヤツ』と称して山下が気に入った内容のハガキを読むことがある。最後に山下[注 26]、竹内のリクエスト曲、または新譜を流す。
- スポンサーの60秒CM(3)[注 12]

### エンディング
- CM明けの「お送り致してまいりました『山下達郎 サンデー・ソングブック』」に続けて今日のまとめと来週の予告をコメントした後、エンディングテーマ曲「Groovin'」をバックに「『山下達郎 サンデー・ソングブック』、来週もセイムタイム、セイムチャンネルで皆さんごきげんよう、さよなら」とのコメントで締められる。続けて女性ナレーターが「山下達郎の [冠スポンサーがある場合その企業名] サンデー・ソングブック」とコールした後スポンサーの提供クレジットを出し、BGMがフェードアウトしながら終了[注 19][注 28]。但し、クリスマス当日、あるいはその直前の場合は最後が「みなさん、メリークリスマス」になることが多い。また、年内最後の放送では「それではみなさん、良いお年を」になる（年末最後の2週は「年忘れ夫婦放談」で竹内まりやが出演しているため、声を揃えて「メリークリスマス」「良いお年を」となる）。
- なお、前述の臨時枠移動を行うネット局がある場合は、それに配慮する形でエンディング「来週もお楽しみに、さようなら」、または「セイムタイム」を言わず「来週もセイムチャンネルで、皆さんごきげんよう」と締められる。

## 番組内容

### レギュラーコーナー

#### 誕生日・結婚記念日メッセージ代読コーナー
番組のエンディングの「さようなら」の前に、リスナーから寄せられた、その放送日近辺で誕生日（投稿者本人だけでなく、家族・親族・親戚らの誕生日についても）や記念日（結婚記念日や還暦・古希・喜寿などの長寿祝い）を迎えた相手へのメッセージを読み上げるコーナー。自然発生的に始まったもので、開始時期は不明。
2012年12月に、番組構成をスリム化・整理する意味合いから翌年3月での終了が一旦発表されたものの、リスナーから「止めないでくれ」「さみしい」といったハガキが多く寄せられたため、4月以後も誕生日代読メッセージを続けることが決まった。
しかし、2016年2月14日放送の「バレンタインデーで棚からひとつかみ」にて「ちょっとライブのスケジュールがタイトである時に録りますと、誕生日メッセージのところが一番声が負担がかかる」という理由で3,4週間ほどの休止が発表された。その後、ツアー終了後に再開する予定だったが、4月14日以降に発生した熊本地震を受け、予断を許さない状況のため、もうしばらく誕生日代読メッセージを休止することになり、以後そのまま休止となっていた。その後もお便り紹介時に誕生日や結婚記念日を迎える旨のメッセージが書かれていると併せて紹介することもあった。
その後、2020年6月28日放送の「山下達郎ライブで棚からひとつかみ『残り物には福』編」のエンディングから4年ぶりに誕生日メッセージの代読が行われ事実上コーナーが復活した。翌週以降も行われているが、エンディングに時間の余裕がない時は割愛される事がある。また、寄せられたすべてのメッセージを紹介できない旨をあらかじめ伝えている。
2023年7月現在、山下が3年ぶりとなる全国ホールツアー「Performance2022」を実施することに伴い、2022年5月8日の放送から休止している。

### 過去のレギュラーコーナー

#### DAY BY DAY
『サタデー・ソングブック』時代のみに放送されていたコーナー。内容は放送当日に起こったロックンロールやオールディーズに纏わる楽曲や人物の出来事の紹介。放送開始直前まで山下がパーソナリティを務めていた「プレミア3」で始まったコーナーをそのまま引き継いだ形でスタートしたものの、1994年春に日曜への枠移動に伴って廃止された。

### レギュラープログラム

#### 棚からひとつかみ
- 「山下自身が保有するレコード棚の中からアトランダムにオンエア」される通称「棚つか」。このプログラムの中でも曲と曲の間に、リスナーからのハガキが紹介される。またリクエストを加えて「棚つか+リクエスト」となる場合や、まとまった特集を組むほどではない場合や、時節柄のイベントに近いとき（母の日、父の日、七夕の時に星にちなんだものなど。ひな祭りのガールズ特集は後述）には、テーマを決めて「○○で棚からひとつかみ」（特定のアーティストやジャンル、あるいは「ライブで〜」、放送1000回記念の「『1000』にちなんだ曲で〜」など）となる場合もある。
- また、イギリスのリイシュー専門レーベルからのコンピレーションや国内各社からの紙ジャケット仕様でのオールディーズの再発はその都度オンエアされる。また、自身が所属しているワーナーミュージック・ジャパンからオールディーズのリイシューものが大量にリリースされると「今日は、完全にワーナーの廻し者です」と、そのカタログを集中的にオンエアする形で番組が終始することもある。
- 2011年12月11日放送は、『サタデー・ソングブック』として放送を開始してから1000回目の放送だったが、「暇な時でしたら1000回で、何か盛大にやろうかという感じですが。もう、ツアー真っ最中でございますので、番組の方で特別なことをやるという余裕がございませんので」「ツアー中なので、1000回記念のイベントやろうとしたら、来年ゆっくりという感じでございます」との理由で、前夜祭の999回と1000回に「1000づくしで棚からひとつかみ(前・後編)」（12月4・11日）がオンエアされた。イベントに代わり、JFN加盟38局それぞれで1組2名（合計38組76名）をそれぞれの加盟局に近い地域で開催される自身のコンサートツアー『PERFORMANCE 2011 - 2012』の各会場へ招待するキャンペーンが行なわれた[注 33]。
- 2014年12月14日放送のスペシャルウィーク（聴取率週間）には、同年に行われたライブに加え、前年（2013年）の音源を交えた『山下達郎の今年と去年のライブで棚からひとつかみ』がオンエアされた。
- 毎年年頭の「新春放談」の翌週（2週をまたぐ場合もある）には、その年の干支に関連する楽曲を取り上げる「〇〇（その年の干支）で棚からひとつかみ」、または前年リィシューされたアルバムを取り上げた「〇〇（前年度）のリイシュー盤で棚からひとつかみ」、2月の山下の誕生日前後には「誕生日（バースデー）で棚からひとつかみ」というテーマで放送することが多い。

#### リクエスト特集
- 「オールリクエスト」「年度末リクエスト」など、リスナーから寄せられたリクエストに応えながらハガキを紹介していく。年間を通じて、7月後半2週間と8月前半2週間の4週間を使っての「納涼リクエスト大会」、12月前半2週間の「年忘れリクエスト大会」、あるいは1月の「新春リクエスト特集」がある。ただ、リクエスト大会を始めるといつも以上にハガキが数多く寄せられるうえ、全国ホールツアーがあるとその準備などによりまとまった葉書やレコード・CDの整理ができないことから「リスナーの皆さんに助けられまして」として、ほぼまとまって数週から数か月をかけて「リクエスト特集」のコーナーで全編をしのぐか、「棚からひとつかみ」と合わせて「棚つか+リクエスト」とすることも少なくない。また、1つのテーマで「○○でリクエスト」あるいは「リクエスト特集・○○編」として組まれる場合もある。そのほか、スペシャルウィーク期間には山下・竹内の曲に限定し、大切な人へのメッセージを添えてリクエストを寄せてもらう「山下家の歌の贈りもの〜山下家の曲をあの人にプレゼント」（1011回、2012年2月26日放送）、「山下家の曲をあの人にプレゼント〜父の日&ジューンブライド編」（1027回、同年6月17日放送）といった変則的な企画のリクエスト大会が放送されたことがある。
  - 2013年度は9 - 12月に自身のコンサートツアー「山下達郎 PERFORMANCE 2013」の公演日程[14]が詰まっており、特に11月下旬 - 12月は地方公演続きで東京に戻れないことから、前倒しで数週分をまとめて収録せざるを得なかった事や、12月4日発売の竹内まりやデビュー35周年記念コンピレーション・アルバム『Mariya’s Songbook』の特集を組んだこと、そして年末最終2回は恒例の「年忘れ夫婦放談」（前・後編）という状況で、スケジュール的に余裕がないとの理由から[注 34]、「年忘れリクエスト」は行わず、2014年1月に「新春リクエスト」を行っている。

##### 代表的なテーマ別リクエスト特集のバリエーション

###### ベタなリクエスト特集
- 通称「ベタリク」。誰でも知っている曲へのリクエストに応える、通常のプログラムでは絶対にありえない特集。2004年6月20日放送が初であり、毎年6月期の定番特集になっている。ビートルズのナンバーをオンエアした際には「なんだか自分の番組じゃないみたい」と語っていた。2010年6月27日放送のあと、2011年度は休止。2012年6月10日放送で再開。

###### わがままリクエスト
- 通称「わがリク」。自身のライヴ音源や未発表テイクなどに関するリスナーからのわがまま、無理難題なリクエストに応える。1998年2月22日放送「オール山下達郎、わがままな御要望リクエスト大会」からスタートした企画（それ以前にも「未発表・未発売アイテムへのリクエスト」や「ライブ音源へのリクエスト」は組まれているが、「わがまま」という名称は使われていなかった）。しかし、ツアーを再開してからは時間的余裕がなくなったこと、ライブソースのチェックに手間がかかることから、2004年10月31日放送を最後に中断している。ただ、それ以降も「ライブで棚つか」のような変則的なプログラムで、近年のライブ音源がPAアウトでオンエアされている。また、2011年5月1日放送の「リクエスト大会・山下家ライブ編」では、久々にリクエストに応える形で2010年のツアーでの音源がPAアウトでオンエアされた[注 35]。ちなみに、わがままリクエストで、過去1人のリスナーが書き続けた最もしつこいリクエストは357回。

###### その他
- 前述の「ベタな曲のリクエスト大会」「わがままリクエスト大会」などのような特定のテーマに沿ったリクエスト特集を企画することはよくあるが、2023年11月19日に、久方ぶりに「ドゥーアップで棚からひとつかみ」をテーマに、彼がコンサートツアーで聴衆の客入れをする時に流すBGMの多くがドゥーアップであるため、それを取り上げると予告したところ、ドゥーアップのリクエストが多数寄せられたことを受け、急遽、11月26日と12月3日の前後編で、ドゥーアップに特化したリクエスト大会が企画された[15]。

### テーマ特集
通常「テーマ特集」（後述の放談シリーズも含む）については前・後編の2週をひとくくりとすることが多いが、まれに1週だけ、あるいは3週以上にまたぐ場合もある。
- 3月のひな祭り前後には「ガールシンガー・ガールグループ特集」が恒例になっている[注 37]。また、梅雨時には「『雨の唄』特集」、7月（年により8月）には「サーフィン＆ホットロッド特集」、秋（あるいは冬）の「ドゥーアップ特集」など季節感に合わせた特集も定番であるが、ここ数年、特にライブ活動を再開して以降は、これまたスケジュールの都合などで「2大レギュラープログラム」や「テーマ付き・タナツカ」にとって替えられる事が多くなっている。
  - なお、2015年3月はジミー・ウェッブをテーマにしたシリーズを放送したため、この時期のガールシンガー・ガールグループをテーマにした特集が放送できなかったが、9月13・20日[注 38]に「Warner Girl Group Nuggets」と題した女性シンガー・女性グループを特集した5枚組アルバムが発売されたことから、事実上ひな祭り期間にできなかった「ガールシンガー・ガールグループ特集」の代替として、同アルバムをテーマにした前・後編の特集が行われた。
- ツアー中など、リクエストハガキをチェックする時間がとれない時期に特定の作曲家・作詞家・歌手・アレンジャー・シンガーソングライターごとの特集や、特定のカテゴリーによる特集（「スイートソウル特集」、「モータウン特集」）、さらに整理がつかない時にはスペシャルウィークの日に「コンサートツアーのライブ音源特集」を企画したり、数年に1度のペースで「珍盤・奇盤特集」をテーマにしたりするなどが組まれることが多い。
  - 特に、『珍盤・奇盤特集』は「年1回やる年もあれば、そういったネタがないために数年間間隔を開けた状態になってしまうこともある」と、2014年4月27日放送の同テーマで放送したときにコメントしている。また同じ放送で、「赤坂さんの番組でやっていた『うさんくさいポップス』と、この番組の『珍盤・奇盤』で戦っていた時代があるほど、TOKYO FMが誇るおバカ路線のテーマである」とも話していた。ただしこうした特集もこの番組では定番である。特に、少年探偵団の「恐怖の人間カラオケ」なるレコード（1979年）は頻繁に取り上げられている。
  - 2017年2月19日には、番組開始25周年記念特別企画として「珍盤・奇盤」からスピンオフした『山下達郎の"夜の"サンデーソングブック〜珍盤・奇盤R-18〜』と題し、23:00 - 23:55にJFN系列全国38局同時ネットで放送された[16]。この特別番組では、普段の日中の時間帯では放送することが難しいとされる、「R-18指定のオトナな楽曲」を選曲するという内容だったため、radikoのタイムフリー機能による配信は行われなかった[注 39]。
  - 「コンサートツアーのライブ音源」に関しては、2020年の全世界的な新型コロナウイルスの蔓延による日本国政府の緊急事態宣言発動による外出制限などを受けて、4 - 6月の一時期、山下がTOKYO FMのスタジオに来られなくなり、同氏の自宅から収録した「完全テレワーク」収録で放送された時にも頻繁に放送されたが、それだけではストックが尽きるため、自宅で自らの楽曲を吹き込んで収録した「おうちカラオケ」も多数放送された。
  - また、2023年7月2日の放送では、中野サンプラザが改築のため閉館するに当たり、「さよなら中野サンプラザで棚からひとつかみ」をテーマに、同ホールでのライブ録音に特化した特集を行った。これはこの日が同ホール閉館前最後の公演で、それを山下が努めたことにもちなんでおり、これも例によって大幅な事前収録であるが、「サンプラザに行ってきます」と生放送を装ったコメントがあった。
- TOKYO FMの聴取率週間SPECIAL WEEKで統一テーマが決められている場合は、その内容に沿った選曲での特集やコーナーが組まれる。例えば、2010年4月25日放送ではTOKYO FM創立40周年記念企画として「私が選ぶ五大アーティスト」が放送された。また、2006年6月のFIFAワールドカップ ドイツ大会開催時のスペシャルウィークでは当時放送されていた『Eyes on Japan』を中心に「ミラクルプロジェクト“もし日本がブラジルに勝ったら、○○します”宣言!」が展開されていたが、この時には「もし日本がブラジルに勝ったら、『演歌で棚からひとつかみ』をやる!!」と公言。結果、日本は敗退したが「気が向いたらやります」とコメントした。
- 2000年3月26日・4月2日には2週に渡り「盗作 パクリ 似たもの特集」が放送された。3月26日放送の前編では、洋楽中心のプログラムながらも、冒頭から大泉逸郎「孫」と水沢明美「二度惚れ酒」という、メロディーの冒頭4小節が酷似している演歌2曲の聴き比べでスタート。4月2日放送の後編ではさらに邦楽中心となり、菊池桃子「ナイル・イン・ブルー」やチェキッ娘「ドタバタギャグの日曜日」がオンエアされた。この中で、山下自身が竹内まりや「ドリーム・オブ・ユー〜レモンライムの青い風〜」アルバム・バージョンの編曲に携わった経緯を紹介している。また、2007年6月17日に放送された「ジューンブライド特集 邦楽編」でも高田渡「結婚」、Zeebra「結婚の理想と現実」、ザ・イエロー・モンキー「Wedding Dress」、SMOOTH ACE「無敵」などの楽曲がオンエアされた。
- 自身のアルバムリリースに際しては発売前に特集を組んでいる。ただ、2011年7月31日・8月7日放送の「『Ray Of Hope』全曲特集」では、番組の放送終了後に、ブログや個人のホームページなどで、放送内容やプレイリストをテキスト起こししているリスナーに対し「アルバムの全曲紹介は発売日まで御遠慮下さい」と要請している。
  - 2012年9月23日放送（1041回）では同月26日発売のベストアルバム『OPUS 〜ALL TIME BEST 1975-2012〜』の特集を行ったが、「49曲もあるので、5曲や7曲を紹介してもしょうがない」ので、セレクトされた曲順通りに、一曲一曲繋いでいくマスターエディットという手法で2トラックの完成したマスターを繋ぎ、8倍速の短さでメドレー形式で流し、合間にプレゼントと告知、業務連絡を入れるという「『OPUS 〜ALL TIME BEST 1975-2012〜』 8倍速試聴会」がオンエアされた。番組ではディスク1・2・3の他、ボーナスディスクもオンエア予定だったが、放送時間に収まらず、取り止められた。
  - 同じく『OPUS』関連特集として、2012年10月21日放送では「ライブでOPUS」と題して、同アルバム収録曲のライブ・ヴァージョンが7曲オンエアされた。初回限定盤ボーナスディスクに収録された「硝子の少年」についても、2000年1月30日に『ON THE STREET CORNER 3』発売記念として高田馬場ESPホールで行われた新星堂イン・ストア・ストリートライブの音源[注 40]が紹介された。
  - また、2013年2月24日と3月3日には、収録時間の都合上『OPUS』に収録できなかった楽曲の中から、山下の自選による前編とリスナーからのリクエストで構成された後編による『OPUS』特集番外編、「OUT OF OPUS」がオンエアされた。
  - 2015年7月26日・8月2日には、シュガー・ベイブのアルバム『SONGS -40th Anniversary Ultimate Edition-』を紹介する特集が2週連続でオンエアされたが、これに加え、浜田省吾、山口隆（サンボマスター）、ハマ・オカモト（OKAMOTO'S）からのコメントとともに、山下自身が『SONGS』制作時のエピソードを語る特番『Tatsuro Yamashita 40th Anniversary サンデー・ソングブック増刊号〜シュガー・ベイブ スペシャル〜』が、8月9日19:00 - 19:55にJFN系列で放送された[注 41]。
- 放送開始満30周年を迎えた2022年10月2日の第1564回放送分は、1992年10月3日の『山下達郎のサタデー・ソングブック』として放送された第1回放送のプレイリストを振り返るという「番組第1回のアーカイブ」というテーマで放送された。曲順は一部山下の2022年当時の気分で一部変更された箇所があるが、放送された楽曲自体は第1回の放送楽曲と同じにした[17]。
- 2024年8月18日に、山下の急病によるピンチヒッター・宮治が担当した日には、「エルヴィス・プレスリーのかからないプレスリー特集」なるテーマで、オリジナルの歌手が登場しない、カバーソング限定特集をテーマにした選曲があった[18]。これが山下にもウケたため、リスナーからのテーマリクエストにも応える形で、9月に山下がこれを真似て、9月22日に「ビーチ・ボーイズのかからないビーチ・ボーイズ特集」[19]、同29日には「ジェームス・ブラウンのかからないジェームス・ブラウン特集」[20]というカバーソング限定のテーマが放送された。
- また、山下が体調不良や、作品の締め切りに追われて直近の収録ができずストックが不足した場合に備えて、プロ野球中継の雨傘番組的な予備番組をストックして製作、放送したこともある。過去3例あり、2016年10月2日放送分と、2019年7月7日は「日曜日をテーマにした曲」(トーク・楽曲の内容は全く異なる）、2024年12月1日は「緊急事態をテーマにした曲」の棚からひとつかみを放送した。2016年はライブスケジュールの都合から試験的に実施したもの、2019年は楽曲制作のスケジュールの都合、2024年は風邪による喉の悪化で収録ができなかったことによる[21]。

### 追悼特集
邦楽・洋楽を問わず、自らの音楽に影響を与えた人物の訃報に際しては、シンガー、ソングライター、アレンジャー、ミュージシャンに限らず、急遽「追悼特集」が組まれることがある（例：2006年11月26日放送、「元・KBC九州朝日放送ディレクター岸川均氏 追悼特集」）。
2012年7月1・15日の放送では、山下が10代の頃に最も感銘を受けた作家レイ・ブラッドベリが同年6月20日に死去したことに伴い、ブラッドベリの作品に影響を受けた音楽家の楽曲、あるいはブラッドベリ作品をイメージした作品を前編は洋楽、後編は邦楽とに分けて紹介した。また、個人的に親しかった、あるいは1ファンとして特に山下の音楽活動に多大なる影響を与えた音楽家をテーマにして取り上げる場合には、「私家版」のテーマをつける場合、あるいは途中のDJ・MCパートなしで数曲をまとめてノンストップメドレーでかける放送も行われている。過去に2003年のジェームス・ブラウン、2010年のテディ・ペンダーグラス、2017年のチャック・ベリー、2018年のアレサ・フランクリンの4人が「〇〇追悼特集・ノンストップ〇〇」のテーマで放送された。
なお著名なアーティストの訃報に関連した追悼特集で、他局でも当たり前に放送するような楽曲は極力控えめにして、あまり放送する楽曲が少ない楽曲であったり、山下との親交があり、山下が何らかの形で楽曲に携わった曲など、あえてカルトな曲を中心にした楽曲をメインとして構成する場合がある。
このほか、スケジュールの都合でまとまった特集ができない場合は、「○○の追悼で棚からひとつかみ」というテーマでオンエアされることもある。

### 夫婦放談
原則として毎年8月と12月の末尾2週には、「納涼夫婦放談」「年忘れ夫婦放談」と題して妻の竹内まりやをゲストに迎えて、竹内が選んだハガキを読み上げながら2人で番組を進行する。
番組開始当初から竹内は不定期に出演していたが、開始当初は「ゲストコーナー」、年末スペシャルゲスト的な扱いだった。1997年12月21日放送（273回）の「年忘れ夫婦放談」で初めて「放談」のタイトルが使用されたが、その後もサブタイトルは「夫婦対談」「竹内まりやさんをゲストに迎えて」など流動的に変わり、現在のように定着したのは1999年8月22日放送（360回）の「納涼夫婦放談その1」から。
竹内が定期的に出演する唯一の番組で、自身の近況だけでなく「竹内まりやによる野原しんのすけの真似」（2008年12月21日放送、846回「年忘れ夫婦放談その2」）のような内容も含まれる。こうした「日常的でたわいもない話」を番組内では「薄い内容」と話している。
この特集では、竹内が音楽仲間のライブにゲスト出演したときの音源や、自宅スタジオでこの放送のために録音された、洋楽カヴァー（洋楽カラオケを使用したものや、センチメンタル・シティ・ロマンス、BOXがバックを務めたものなど）や他人の提供曲のセルフ・カヴァーなどの「未発表音源」「レア音源」がオンエアされることがある。「納涼夫婦放談」の番組最後のナンバーとして、前編には山下・竹内のデュエットによる「Summer Vacation」、後編には山下の「さよなら夏の日」が選曲されるのが恒例になっている。「年忘れ夫婦放談」は原則12月末尾2週の放送だが、まれに第2・3週の放送、あるいは12月が5週ある場合の第3・4週の放送となる場合は、最終週の放送も竹内が引き続きゲストとなる（内容は通常のリクエスト特集）場合がある。また、クリスマス直近の放送回では、山下の「クリスマス・イブ」と竹内の「素敵なホリデイ」に多数のリクエストが寄せられ、ほぼ毎年の様に放送される。
山下が「公だから」という理由で「竹内まりやさんをゲストにお迎えして」と敬称を付けて紹介し、番組中は「あぁた（あなた）」と呼ぶのに対して、竹内は「達郎」、「たっつぁん」と日常的な呼び名を通している。
2011年2月27日には、2010年12月3・4日（日本武道館）、21・22日（大阪城ホール）に行なわれた竹内のスペシャルライブ「TOKYO FM/FM OSAKA 開局40周年記念スペシャル『Souvenir again』 竹内まりや LIVE 2010」を振り返る、960回「夫婦放談番外編」が放送された。
竹内の新作アルバムの発売に際しては、「夫婦放談」の形式で2週にわたって発売記念の特集が組まれる。この時には山下のアルバム特集同様に、個々の収録曲について解説が挿まれる。2014年は8月24・31日の前・後編で、竹内の7年ぶりのアルバム『TRAD』の楽曲解説を中心とした特集が2週間の予定で組まれたが、リスナーからのハガキが紹介できなかったためという理由で9月7日に「延長戦」という位置づけで放送が行われた。
2024年10月には本来10月13，20日の前後編で、「夫婦放談特別編」として、竹内のデビュー45周年記念アルバム「Precious Days」に関連し、その収録した楽曲18曲の解説と裏話を前後編9曲づつに分けて放送すると予告したか、裏話が大変豊富になってしまい、前後編では収まらないことが判明したため、10月27日に実質的な後編として延長戦を放送することになり、18曲を3週間6曲づつに割り振りを変更したうえで当初の後編としていた20日は実質中編に変更された。
2020年11月3日には本番組のメインスポンサーである、楽天カード特別協賛の特番『FMフェスティバル2020 MUSIC CHRONICLE ～竹内まりやと辿る音楽の50年』の企画の一環として、総合司会の竹内まりやが山下達郎を迎えるという逆の体で夫婦放談番外編が生放送された。
2020年12月20日の「疫病退散!!年忘れ夫婦放談前編」は放送時間が1時間拡大・前倒しされ、13時から放送された。このうちの前編部分の第1部は、12月26日に開催される予定のストリーミング配信ライブ『Tatsuro Yamashita SUPER STREAMING ACOUSTIC LIVE in Live Music JIROKICHI supported by G-SHOCK』開催記念特別番組の扱いとしての『山下達郎のサンデー・ソングブック スペシャル supported by 楽天カード G-SHOCK』（協賛:楽天カード、カシオ計算機・G-SHOCK）のタイトルで生放送（14時台に放送された後編部分の第2部は通常通りの体制）。
2021年4月25日には急遽、「夫婦放談<番外編>」として放送され、竹内が、未公開映像を含むライブ映像配信『LIVE Turntable Plus』を、同年5月29日に高音質配信プラットフォーム 『MUSIC/SLASH』 にて配信されることが明らかとなった。
この特集の締めは、誕生日メッセージ代読の「皆さんおめでとうございます」、及び最後の挨拶「さようなら」の部分だけ、声を揃えて言うのが通例になっているが、年忘れ夫婦放談の1週目は「メリークリスマス」、年内最後の放送となる2週目は「よいお年を」にそれぞれ変わる。

### 新春放談
毎年1月の第1・2週、大瀧詠一をゲストに迎えて行なわれる対談で、タイトルはTBS「時事放談」からの拝借。共通の話題である1950・1960年代の英米日の音楽、映画、落語、相撲、そして無類の長嶋ファンである大瀧ならではの野球に関する話やマイブームに関する話が展開された。この本番組での第1弾は『サタデー・ソングブック』時代の1993年1月2日（第14回放送）である。元々、大瀧とのセッションや対談はこの本番組が始まりではなく、1981年8月にNHK-FMの夏休み特別番組として放送された『サウンド・オブ・ポップス』最終日に行われたライブセッションがこの始まりである。
その後、1984年1月12日にNHK-FMで放送された『サウンドストリート（サンスト）』（山下は1983年4月から1986年3月まで、毎週木曜担当）で初めて「新春放談」のタイトルで対談が放送され、以後山下の出演番組での正月恒例企画として定着、山下の番組降板後も佐野元春の『サンスト』（1987年）や音楽評論家・萩原健太のラジオ番組『ミュージック・シティ』（NHK-FM、1988 - 1990年）、山下が月2回パーソナリティを務めた『プレミア3』（TOKYO FM、1990 - 1992年）で継続された。こうした経緯から、1994年にはこの本番組での2年目にも関わらず「新春放談10周年」とサブタイトルが付けられている。ただ、特別な企画がある訳ではなく、内容は一切変わっていない。
一般リスナーは基本的に大瀧の前年の動向を知ったり、声を聞くことが出来るのはこのコーナーのみで、山下本人ですら大瀧の活動を完全に把握しているわけではなく、「最近はどうしているのか」という質問からスタートしていた。このプログラムでかけられる音源は、大瀧自身の持ち込みである場合も少なくない（洋楽以外に、大瀧自身の曲や提供曲、プロデュース作品のバージョン違いなどで、時には「未発表音源」という場合もある）。
2011年12月18日の放送で2012年は「諸事情により行わない」ことが発表され、この企画は26年で一旦終了することになった。その後、山下のオフィシャルサイトの2012年12月23日の更新で、新春放談の終了が発表された。その理由として「時代的な役割を全うし得たと思えますので」としており、放送20周年、自身の60歳という節目で、本来の純粋な「音楽番組」として、今後も長く番組を継続するために、番組構成をスリム化・整理する意味合いであることを明らかにしており、2013年1月6日放送では「震災を経て、思うところもあった」と、心境の変化があった事も語っている。一方で、「大瀧詠一さんと不仲とか、そういう理由ではありません。念のため」と不仲説を否定し、「大瀧さんにはまた違う形でご登場願う予定でおります」と再登場も示唆していたが、同年12月30日に大瀧が急死したため、2011年1月2・9日放送が、最後の登場となった。2012年度からは「新春放談」が一旦終了したため、この年から正月の数回の放送も「新春リクエスト大会」であったり、「〇〇（前年度）のリィシュー盤で棚からひとつかみ」あるいは「〇〇（その年の干支）にちなんだ楽曲で棚からひとつかみ」というテーマになることが多かった。
- 2014年1月5日放送の冒頭、山下による大瀧急死に関するアナウンスが挿入されたが、当日と12日に放送の『新春リクエスト大会』は事前収録であるため、番組内でこの話題に触れていないこと、追悼特集については後日放送することが説明された。その後、番組宛のハガキで『大瀧詠一追悼特集』に対する要望が寄せられ、それに応える形で、26日放送の『極私的・青山純追悼 後編』の終わりに、自身の考えを話している。
- 2014年3月2日放送『ひなまつり、ガールシンガー・ガールグループ特集』では、毎年3月恒例のテーマ特集としてスタートしながら、番組後半には大瀧が好きだったガールシンガー・ガールグループを集めた“EACH'S FAVORITES SPECIAL”だったことを明かした。これは、音源を揃えていくうちに以前、大瀧と話していた内容を思い出し、「それでは大瀧のお気に入りでまとめてみよう」と思い立った事から企画・構成した内容で、直接的・形式的な追悼特集ではなく、こうした形で洒落を交えて「実は…」という展開こそ大瀧の喜びそうな内容であり、山下は番組の最後、「『よくやった』と褒めてくれております。確信しております」と結んでいる。また、同年11月30日の放送では、ベストアルバム『Best Always』発売を記念して、収録曲にまつわる思い出やレコーディングでのエピソードが披露された。

2020年からは、新たなゲストに宮治淳一を迎えて「新春放談」が9年ぶりに再開された。山下と宮治は長年の友人で、2019年7月に山下が急性気管支炎により出演できなかった時に1度代打出演したことをきっかけに、山下の復帰後、「ワーナー・ポップロック・ナゲッツ」の紹介でさらに2週、対談形式で出演。あくる2020年から、大滝の引退後9年ぶりに再開された新春放談に招かれるようになった。

### 東日本大震災関連
- 2011年3月13日の放送は、2日前の11日に発生した東日本大震災による特別編成から、1992年10月3日の放送開始以来初めての放送休止となった[注 53]。震災後初となる20日放送は「鎮魂プログラム」として、JACCSの厚意によりCMを一切カット、山下の選曲による楽曲のみ10曲が時間いっぱい放送された（中盤には仙台で被災したリスナーのハガキを1枚紹介。エンディングに楽曲紹介があった）。冒頭、被災者へのお見舞い・お悔やみのコメントとともに、山下自身の母親が仙台市出身で、縁戚・関係者が在住しているものの、皆無事であった事を話している。また、オンエアにあたって「小さなラジオでもなるべく良い音でお聴きをいただけるように」と、音圧など、通常の放送よりも調整した旨の説明があった。なお、被災地にあるエフエム仙台とエフエム福島ではこの日も報道特別番組を放送していたため、この内容は27日に改めて放送された。
- 2012年3月11日放送は、東日本大震災から1周年にあたり、放送中に当該時刻を迎えることになったため、「東日本大震災一周年 追悼と復興祈念プログラム」と題して、特別プログラムが放送された[注 54]。(CMは開始時の提供クレジット直後と挨拶の直後にのみ挿入され、番組中盤とエンディングではカットされた。また、誕生日メッセージ紹介は放送内容を考慮し休止。)
  - なお、この「追悼と復興祈念プログラム」は高い評価を受け、同年6月22日に行われた『第38回 放送文化基金賞』（主催：公益財団法人 放送文化基金）において、「（番組部門）ラジオ番組 優秀賞」と「（番組部門 個別分野） 出演者賞」の2部門を受賞した[28][29]。

### 公開収録
番組が一定の節目を迎えたときには、東京FMホールを会場として、公開収録が実施されている。
1. 1995年11月26日 - 番組開始3周年記念ライブ。これは同年12月17日（前編）[30]、同24日（後編）[31]に分けて放送され、竹内まりやもゲストとしてライブ演奏に参加した。
2. 2017年11月28日 - 番組25周年記念アコースティックライブ[32]。これは同年12月3日[注 55][33]と同24日の通常放送回[34]で放送された。2016年10月の新宿ロフトにおける開場40周年記念「山下達郎のアコースティックライブ」（バンドメンバーの伊藤広規、難波弘之を従えての公演）を再現したもので、放送では12月3日はミニトークショーを当日のメインテーマ「ドゥーアップ特集」[注 56]とのセットの形[注 55]で、24日はライブコンサートの模様を中心に放送した。
3. 2021年12月3日 - 番組1500回記念トーク&ライブ。同年12月30日（木曜日）の14:00ｰ14:55にその模様が放送された[35]。これはクリス松村を聞き手役に迎えて番組1500回の歩みや収録・生放送の裏話、開始当初のエピソードなどを語るコーナーと、ミニライブの2部構成だった[36]。
4. 2022年12月16日 - 番組30周年記念プレミアムライブ。同年12月29日（木曜日）の14:00-15:55（途中14:55-15:00は各局ローカル編成のため中断したため、前後編2部構成。エフエム沖縄のみ自社編成の都合で後編は20:00-20:55に放送）で紹介された[37]。このライブでは、山下のコンサートのバンドメンバー（山下達郎、小笠原拓海、伊藤広規、難波弘之、柴田俊文、佐橋佳幸、宮里陽太）を従えて、主に70-80年代の山下のヒット曲を披露した。山下は「いつもはアコースティックライブでしたので、東京FMホールで立って演奏するのは初めてです。番組30周年記念のライブですので、バンド演奏でやろうと思ったのですが、会場のステージが狭く、コーラスのメンバーも乗らないので、20代のころに演奏していた曲を中心にやります。当時は予算がなくて、コーラスがいませんでした。小さいライブハウスだったり、学園祭だったり…といったそのころを思い出します」と振り返っている。

## こだわり
- 山下は幼少期のころから、テレビがなく、ラジオ主体の時代から様々なヒットソングを聞き、それらの影響でミュージシャンになったというほどラジオを重要なメディアだったと語り、ラジオのレギュラー番組を持つと、どうしてもカルト（おたく）な選曲になり、なかなか受け入れられないので長くて3年、早くても10か月程度で放送を打ち切られることが多かったと述べている[注 57]。『山下達郎のオールナイトニッポン』などがその典型で、復活特番でもそのように言っていたことがある。
- その後、TOKYO FMで『サタデー・ソングブック』を担当するようになった時、「最初は新譜もかけていたが、年齢を重ねるにつれて、新譜を追うのがつらくなってきたので、オールディーズナンバー専門の番組なら、自分の既成の知識で放送ができる」として、オールディーズ専門番組をスタートさせた。当初は「KOSE COUNTDOWN JAPAN（邦楽や歌謡曲、現在も『JA全農 COUNTDOWN JAPAN』として継続中）」、「COSMOPOPS BEST 10（洋楽）」のランキング番組2本に続いて「サタソン」が放送できたため、バランスが良かったが、1年半後に日曜14時台に移った際、大抵は行楽や休日を楽しむファミリー層や、サービス業などの商店主ら幅広く聞いていることから、「果たしてどれだけの人らが聴いてくれるだろうか」と不安視したという。ところが、「かけている曲はわからなくても、山下のトークが面白いから聞くようになった」というリスナーの投書が殺到し、口コミで広がり、いつしか30年という大長寿番組に成長したという。また「ラジオのDJをしているとヒット曲を出せないというジンクスがあるが、何枚もアルバムを出版する事が出来た」(番組開始からアルバムを6枚(2023年現在)リリースできた）と述べている[注 57]。
- 音質へのこだわりから単に、レコードやCDをかけるのではなく、事前に自宅でPro Toolsを使ってラジオ向けにマスタリングした音源をWAVデータにして、TOKYO FMのサーバーに流し込んでオンエアしている。なお、2015年6月28日の放送では、「最高の音質」とうたっているのはあくまでラジオ向けの音で、オーディオ的に最高の音質というわけではないと話している。
  - 1994年4月の枠移動当初、前の番組枠（13:30-13:55）に木村拓哉（SMAP）の『木村拓哉のWhat's UP SMAP!』、後の番組枠（15:00-15:55）には中村正人（DREAMS COME TRUE）の『中村正人のKDD Sunday Network』という編成で、オールディーズの音源をそのままオンエアすると前後に放送されるSMAPやドリカム、最新ヒット曲[注 58]などの音源とは音圧で全く敵わないため、リミッターやイコライザを自ら買い込んでリマスタリングを行って音質を改善し、音圧を上げたDATテープを作ったものをオンエアするようになった[38]とのことで、DATレコーダーの製造終了（2005年末）に伴い、以降は前述の方式が採られている。
  - 番組開始当初、山下曰く、「番組を開始した当初は今みたいなリマスターとかの発想がなく、普通にCDを掛けたり、アナログレコードをカセットテープやDATにダビングしたものを持ってきた」といい、また当時は、オールディーズレコードのCDへのダビング化作品、いわゆる「リィシュー」が盛んだったため「そういった初CD化されたものを勤めて掛けるようにした。それを繰り返すうちに『最高の選曲・最高の音質をお届けする』というキャッチコピーが出来上がった」という[17][注 57]。
- 関係者、番組企画のものを除いて、邦楽や最近の曲は原則オンエアされないが、山下自身や竹内まりやの新曲、またスマイルカンパニー所属のシンガー、ミュージシャン、山下夫妻が関わっている楽曲や、他のシンガーによるカバーなどは紹介する。この際、フルサイズでの楽曲編集が間に合わなかった場合は、エディットしたトラックをオンエアすることがある。なお新曲のうち、テレビ番組やコマーシャルとのタイアップ曲（竹内まりやの作品を含む）については、発売前からリクエストが寄せられるため、ワンコーラスやテレビサイズ、CMサイズをオンエアし、発売日以降に改めてフルコーラスが放送される。
- ライブ感覚でやりたいという意図から、55分間の生放送進行（同時パッケージ）で収録されている（途中噛んだり、詰まったりすることもあるため、その箇所は不自然にならないよう、再録、編集している）。そのため、曲だけでなく、オンエア間のジングルや、CMも流しながら収録している。そのため時にはCM明けに、直前のCMについての感想を話すこともある。
- スタジオ内にアコースティックギターを持ち込んでおり、楽曲のギターフレーズなどを解説するときに弾くことがある。

### 選曲
- 従来から1950 - 1970年代のロック、R&B、ポップスなどへのリクエストがその中心だが、竹内まりやのカヴァーアルバム『Longtime Favorites』の発売前後からはフレンチポップスやカンツォーネ、イタリアンポップス、ジャズ・スタンダードなどへのリクエストも寄せられるようになった。
- ハードロックもオンエアされるが、CDでかけてもいまいちグッとこないとの理由で、オリジナルLPからデジタル・プロセッシングした音源を使用している。
- 原則として上記の通り1950 - 1970年代の洋楽が中心で、邦楽は山下・竹内夫妻自身や他歌手へプロデュースした楽曲、親交のあるミュージシャンの楽曲などに限られ、日本人歌手や作詞・作曲家関連の特集は極めて稀である。しかし、2013年11月10・17日[注 59]放送の「私家版・岩谷時子追悼特集（前・後編）」では山下が岩谷のファンであるため、ほぼ全て岩谷作詞・作曲の邦楽で統一された。10日の前編では「日本の邦楽の職業作詞家を取り上げた特集はこの番組では初めてだと思います」と述べ、「今日は、いつもでしたら論評めいたことで、いろいろ解説とか多めにやるんですが、そういうことはなるべく止めにして、1ファンとして岩谷時子を楽しみつつ、偉業を偲びたいと思います」と、一曲でも多く岩谷作品がかかるようにした。また、17日の後編では加山雄三への提供作品中心の選曲の中、同月8日に死去した島倉千代子「ほんきかしら」（岩谷作詞）もオンエアされた。ラジオではオンエアーされないであろう面白い曲を選曲してオンエアーする「珍盤、奇盤特集」ではお笑い芸人やコメディアンのリスナーが笑う事を狙って作ったコミックソングではなく、コミックソングとして作った訳ではないのに何かヘンテコで奇妙な曲しか選曲しない。

### はがき・手紙
- リスナーからのメッセージ投稿は長らくはがき・手紙のみとしていた。また、投稿の際は本名での投稿に限定しており、ペンネームやラジオネームでは受け付けない方針[39]をとっている。
  - 2012年2月の聴取率週間のリクエスト企画「山下家の歌の贈りもの〜山下家の曲をあの人にプレゼント」で、初めてメールでのリクエストを試験的に採用した。これは「企画の内容的に老若男女から広く募りたい」という事で踏み切ったものだが、今後も特集内容によっては取り入れたい、と語っている。
  - 2015年6月21日放送分でもメールでの投稿を受け付けていたが、この時はラジオネームでの投稿採用もあった。
  - また内容的に実名を出すのが不適当と判断した場合に限り、プライバシーに配慮してフルネームでの放送を控えて下の名前だけ述べる場合、あるいは難読漢字の氏名に振り仮名を書かずに投稿した人もいる（特に誕生日祝福の代読コーナーに多い）ため、「（難しい読みの名前については）振り仮名を振ってください」とアナウンスする場合もまれにだがある。
  - 寄せられた葉書や手紙は全て山下本人（竹内が出演する時は竹内も読んでいる）が自宅で目を通し、収録日には番組で紹介するハガキを紙袋に入れて持ってくるという。
  - 2007年時点で、一週間に届く葉書の数は「うん百枚」とのこと（2007年放送の山下の発言による）。
  - ほぼ毎週読まれる人もいれば、何度投稿しても読まれない人もいる。
- 前述通り番組への投稿は原則ハガキのみであった。そのため、TOKYO FMの番組には珍しく宛名読み[注 60]を行う。ただし、2020年以降は情勢の変更もありメールの受付も行っている。
  - 過去に時代の流れということで、本人は一度Eメールなどでの投稿も受け付けようかと発言したところ、予想以上の反対意見が寄せられた経緯がある。
  - その後、2014年4月1日付で消費税が8%に引き上げられるために、郵便料金が値上げされる[注 61]ことを受けて「少し経済的な問題を考えると、電子メールも導入したほうがいいかなと思いますが」ということでリスナーからの投書を募集するとした。そこでもやはりはがきにしたほうが全部目をとおし、お便り紹介ができるが、メールだと応募される人数が増えるため、人任せになってしまうとする意見も多くあったが、メール導入については引き続き意見を聞くとしている。
  - 2020年4月12日放送分からは先述の通りスタッフ全員が自宅での作業による番組制作に変更され、ハガキの宛先となっている半蔵門のTOKYO FM本社に出向いてハガキを確認することが出来なくなるため、一時的にハガキの受付を中止してメールによる投稿を行うように呼びかけていた。TOKYO FMのスタジオからの収録を再開したあとも、ハガキと並行してメールによる投稿も受け付けている。
    - メールによる投稿は当初、TOKYO FMのメールアドレスを使用して投稿を受け付けていたが、メール投稿を解禁したことに伴い、リスナーの指摘通りこれまで以上にメッセージが大量に寄せられており、一通一通内容を確認する山下の負担になっていたことから、2020年5月3日放送分からはTOKYO FMのサイトに設けられたメールフォームからの受付に変更された。
    - 2022年6月から、山下氏にとっては2019年以来（新型コロナウイルスにより中断していた）3年ぶりとなる全国ホールツアー「Performance2022」を行うにあたり、その諸準備・移動などの関係でメールを全部チェックすることが物理的にできないという理由から、5-11月の間ははがき・手紙のみの募集に戻し、コンサート終了後の11月下旬をめどにメールを再開させたいとする意向を述べている[40]。これに伴い、2022年5月7日23:59をもってメールフォームが一時閉鎖され、5月8日以降メールフォームのサイトにアクセスするとメールの受付を中断している旨とはがきの宛先が表示されるようになっている。当初はコンサート終了のタイミングを計って、2022年11月に再開する予定だったが、コロナ禍で自らが治療に専念して2023年2月までコンサートの延期分が持ち越されたことからメールの受付再開をそれが終了するまで延期するとしていたものの、その間も郵送があまりにも多く殺到し、これにメールを加えるととてつもなく整理の都合がつかなくなってしまい「過労死になる恐れがある」[41]として、メール受付の再開のめどが立たなくなった。ただ、スペシャルウィークや、節目の回があった時などの番組特製ノベルティがプレゼントされる場合には、一時的にメールフォームを開設して応募できるようにはしている。
- 毎週投稿してくるような人に対しては、必ず「超常連」、「常連」という言葉を名前の前に付け加える。リスナーと竹内まりやから「この番組の『超常連』の基準って何ですか?」との問いに山下は「文章の書き方や文字にはそれぞれ葉書を書く人の癖があって、それだけで誰が書いたか分かるようになったら『超常連』」と答えている（2008年12月28日放送「年忘れ夫婦放談・後編」）。
  - 2012年12月9日放送「年忘れリクエスト大会・前編」で、山下は「ここ最近よくお便りを沢山いただくようになったが、新しいリスナーでも、字体やアクセントとなるものをはがきに飾ることによって、その人の投稿の特徴がよくわかるようになった」と話している。
  - リクエストに関しても特徴があり、同じ日の放送で「ある曲に偏って大勢の組織票のようなリクエストをいただくことがある」と話しているほか、同月16日放送「テーマ同上・後編」でも「棚つかコーナーで取り上げることがない曲へのリクエストも多く寄せられている」ことを話している。また「OUT OF OPUS」の準備段階から、アルバムに収録されなかった曲へのリクエストが殺到し「ほぼ1人1曲でリクエストをされる方が多かった」と話している。
  - 同じ楽曲のリクエストが被ることも少なくなく、別のリスナーがそれに応募したケースも少なくない（2013年7月28日「納涼リクエスト大会・その4」）。
  - また、基本的に山下・竹内夫妻に関連する楽曲を除き、たいていは同一楽曲の放送は（棚つか、リクエストを通して）年1回に事実上制限しており、何度も同じ楽曲にリクエストを送っても[注 62]その年度に関してはかかることがないと話している（放送日・テーマ同上）。

## その他
- 音楽とは関係ないことや、素朴な疑問、山下（あるいは山下家）のプライベートに関する質問など、番組内容とは関係のない全くどうでもいい内容のハガキに対して山下は、「そんなこと聞いてどうするんだ」とコメントする。その上でリスナーも、『「そんなこと聞いてどうするんだ」とおっしゃるかと思いますが』と書いたり、さらには「そんなこと聞いてどうするんだのコーナー御中」などと書いてくることがある（最近では、それに対して「だから、そんなのは無いって」と受け流すようになっている）。「夫婦放談」の際には竹内まりやが敢えてこうしたハガキを選ぶことがある。2017年11月28日に行われた、番組25周年記念イベント『25th Anniversaryアコースティック・ライブ＆トークショー』（12月3日 13:00 - 13:55 放送）では、当日会場に来たリスナーの「そんな事聞いてどうする」質問に山下が答えるコーナーが設けられた[42]。
- 2012年9月23日、ベスト盤『OPUS』の宣伝も兼ねてTOKYO FMのラジオドラマ『NISSAN あ、安部礼司〜BEYOND THE AVERAGE』とサンソンとのコラボ企画が実現。サンソンに『あ、安部礼司』の登場人物からハガキが送られてきたという設定で山下がゲスト出演している。劇中では「踊ろよ、フィッシュ」「悲しみのJODY」「あまく危険な香り」「ドーナツ・ソング」「愛を描いて-LET'S KISS THE SUN-」「ゲット・バック・イン・ラブ」「希望という名の光」「DOWN TOWN」が放送された。
- 番組には原則として放送構成作家などがおらず、台本も存在しない。そのため番組での企画・構成は山下自らが行っており、棚からひとつかみや各種特集のための資料を見ながら、山下がほぼ全編を通してアドリブで「適当にお話を聞いていただく」という体裁で放送し続けている（2015年10月4日「リクエスト特集」）。
- 長期のツアーが組まれると放送日の直近に収録できないため、前もって数本分をまとめて収録することがあるが、山下本人はその事を放送内では「前倒し」と称しており、合わせて放送日近辺の気候や季節の話題に触れることが出来ない事や放送日近辺に届いたお便りを紹介できない旨、あらかじめ断りを入れることがある。2017年夏のツアーの時のように、4・5回分のまとめ撮り(放送日の1か月以上前の収録)となることもあった。
- 基本的に放送前日の午後に収録を行っていることをアナウンスしているが、事前にまとめ撮りを行うなどして収録後に災害や大きな出来事があった場合、オープニングの提供クレジット後山下から事前に収録しており、放送日近辺の話題をしていない旨のコメントが挿入されることがある。
  - 2018年9月6日に北海道胆振東部地震が発生した際は、直後の9月9日放送分では（丁度この時は例年より後ろ倒しで納涼夫婦放談が放送されていた）、冒頭で山下自身による被災者へのお見舞いの言葉と番組が9月6日以前に収録されたものであることがアナウンスされた上で通常通り放送された。
  - 2020年2月9日放送分でも冒頭で山下自身によるアナウンスで新型コロナウイルスに関する言及がない旨の断りがされた上で放送された。
  - 2020年3月1日の放送はオープニングパートのみ録り直しを行い差し替えを行った旨のアナウンスをしている[注 63]。
  - 2020年4月12日の“完全テレワーク”制度による収録期間中はスケジュールの都合から金曜日に収録していたため、以前よりも若干即時性が損なわれる旨が、5月24日放送分でアナウンスされた。
    - なお、2021年1月17日の放送は東京都に2回目の緊急事態宣言が発令されてから初の収録だったが、この時の緊急事態宣言を受けて再度テレワーク収録は行うつもりはない旨の発言を行っており、それ以降に緊急事態宣言が発令されても山下はTOKYO FMのスタジオで収録を行っていた。

  - 前述の通り、2022年7月に山下は新型コロナウィルスの感染症に罹患したが、療養期間中に放送された7月24・31日の放送は感染前に収録したものであるため、予定通り放送するという旨を女性ナレーターからアナウンスがあってから番組本編に入った。
- 山下の所属している芸能事務所「スマイルカンパニー」と業務委託（マネジメント）を結んでいた松尾潔が、2023年6月30日をもって双方合意の上で契約解除となったことを受け、同年7月9日放送分において、山下から説明を行った[43][44][45][46][47]。
- 楽曲製作の締め切りに終われていたり、体調不良でその週だけ新たな収録が出来ない時は雨傘プログラムと称して事前収録した録音を流す。その場合は「先週お知らせしていた内容とはちょっと違う内容になります」と言っている。

### 番組内用語
- PA OUT（ピーエー アウト）…ライブ時にステージ上のマイクや楽器の音をミキサーで調整した後、PA（パプリックアドレス:客席に向けたスピーカー）へ送られる音を録音したもの。ライブ音源放送時に使われ、会場毎で楽器等の音の大きさが変わる。
- Pro Tools（プロ ツール）…実際の楽器を使用せずパソコンやキーボード等の画面上で、楽器を選択し音符を入れることで、音を作成・保管できるツール。音を変化したり加工することもできる。

## テーマソング
- オープニング「ONLY WITH YOU」 - 『BIG WAVE』収録曲のギター・インストゥルメンタル。ファンクラブ通販CD『山下達郎CM全集 Vol.2』に収録、その後『BIG WAVE 30th Anniversary Edition』にボーナス・トラックとして収録された。
- エンディング「Groovin'」 - 『ARTISAN』収録曲で、1967年のラスカルズ全米1位のカバー曲。以前にパーソナリティを務めていた『プレミア3』でもテーマ曲として使われていた[注 64]。

## ネット局
Aラインプログラムに該当するJFN系列38局ネットで放送。
全局、ウェブブラウザまたはスマートフォン・タブレット・スマートテレビなどのアプリを介して「radiko」（無料のリアルタイムまたはタイムフリー）または「radikoプレミアム」（有料のエリアフリー）で聴取可能。
| 放送対象地域  | 放送局                  | 備考                                                                                            |
| ------------- | ----------------------- | ----------------------------------------------------------------------------------------------- |
| 東京都        | TOKYO FM                | 制作局                                                                                          |
| 北海道        | AIR-G'                  |                                                                                                 |
| 青森県        | AFB                     |                                                                                                 |
| 岩手県        | FM IWATE                |                                                                                                 |
| 宮城県        | Date fm                 |                                                                                                 |
| 秋田県        | AFM                     |                                                                                                 |
| 山形県        | Rhythm Station          |                                                                                                 |
| 福島県        | ふくしまFM              | 開局日の1995年10月1日から                                                                       |
| 栃木県        | RADIO BERRY             | 開局3日目の1994年4月3日から                                                                     |
| 群馬県        | FMぐんま                | 日曜13時台に拡大される場合は臨時にTOKYO FMとの同時ネットで放送することがある。                  |
| 新潟県        | FM-NIIGATA              |                                                                                                 |
| 長野県        | FM長野                  |                                                                                                 |
| 富山県        | FMとやま                |                                                                                                 |
| 石川県        | HELLO FIVE              |                                                                                                 |
| 福井県        | FM福井                  |                                                                                                 |
| 岐阜県        | FM GIFU                 | 開局日の2001年4月1日から                                                                        |
| 静岡県        | K-mix                   |                                                                                                 |
| 愛知県        | FM AICHI                |                                                                                                 |
| 三重県        | レディオキューブ FM三重 | 1994年4月3日放送分から。 『サタデー・ソングブック』時代はローカル編成に充てていたため非ネット。 |
| 滋賀県        | e-radio                 | 開局日の1996年12月1日から                                                                       |
| 大阪府        | FM大阪                  |                                                                                                 |
| 兵庫県        | Kiss FM KOBE            | JFN加盟6日目の2003年4月6日から。                                                                |
| 島根県 鳥取県 | V-air                   |                                                                                                 |
| 岡山県        | FM岡山                  | 開局4日目の1999年4月4日から                                                                     |
| 広島県        | HFM                     |                                                                                                 |
| 山口県        | FMY                     |                                                                                                 |
| 徳島県        | FM徳島                  |                                                                                                 |
| 香川県        | FM香川                  |                                                                                                 |
| 愛媛県        | JOEU-FM                 |                                                                                                 |
| 高知県        | Hi-Six                  |                                                                                                 |
| 福岡県        | FM FUKUOKA              |                                                                                                 |
| 佐賀県        | FMS                     |                                                                                                 |
| 長崎県        | FM Nagasaki             |                                                                                                 |
| 熊本県        | FMK                     |                                                                                                 |
| 大分県        | Air-Radio FM88          |                                                                                                 |
| 宮崎県        | JOY FM                  |                                                                                                 |
| 鹿児島県      | μFM                     | 開局3日目に本番組の第1回を放送                                                                  |
| 沖縄県        | FM沖縄                  |                                                                                                 |